# Konstruktivismus (Architektur)

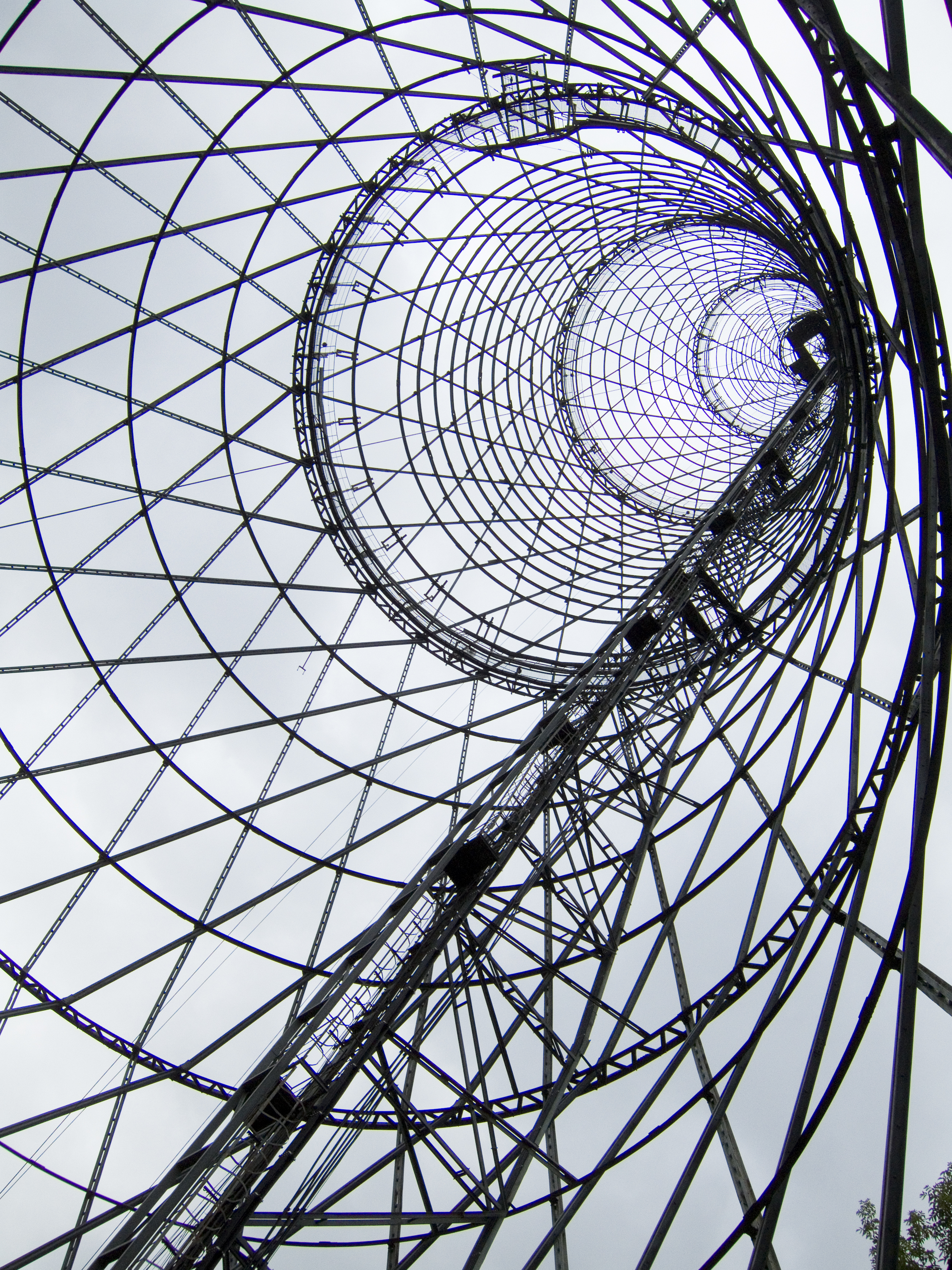
Wladimir Schuchow, 1919–22. Schuchow-Radioturm, Moskau. Ansicht der Konstruktion von Innen.

Der Konstruktivismus im weiteren Sinne beschreibt verschiedene architektonische Strömungen in der Sowjetunion ab etwa 1917 bis Mitte der 1930er Jahre. Ebenso wird der Begriff als Internationaler Konstruktivismus für architektonisch verwandte Strömungen außerhalb der Sowjetunion benutzt.
Während der Begriff Konstruktivismus im weiteren Sinne für die gesamte moderne Architektur in der Sowjetunion zwischen 1917 und Anfang der 1930er-Jahre steht, bezeichnet er im engeren Sinne nur einen Teil der sowjetischen Avantgarde-Architektur. Die sowjetischen Architekten waren in mehrere Gruppen zersplittert, die sich gegenseitig ablehnend gegenüberstanden. Die bedeutendsten waren dabei die Gruppe der Konstruktivisten (OSA) und die der Rationalisten (ASNOWA), sowie der Klassizisten. Anfang der 1930er-Jahre konnten sich die Klassizisten in der Ausprägung des sozialistischen Klassizismus durchsetzen. Im Städtebau teilte sich die sowjetische Moderne in Urbanisten und Desurbanisten, wobei es unter Konstruktivisten wie unter Rationalisten Vertreter beider Strömungen gab.
Grundlage für diesen Artikel ist der Begriff im engeren Sinne, er grenzt den Konstruktivismus also vom Rationalismus ab. Im Gegensatz zum Rationalismus, der die Form und dessen Wahrnehmung durch den Betrachter betonte, hatten die Konstruktivisten einen radikal funktionalen und technizistischen Architekturbegriff. Die Unterschiede treten insbesondere im theoretischen Programm und in Entwürfen, oft utopischer Art, besonders hervor, in den realisierten Bauten sind sich beide Strömungen recht ähnlich.

## Geschichte

### Entstehung einer neuen Architektur

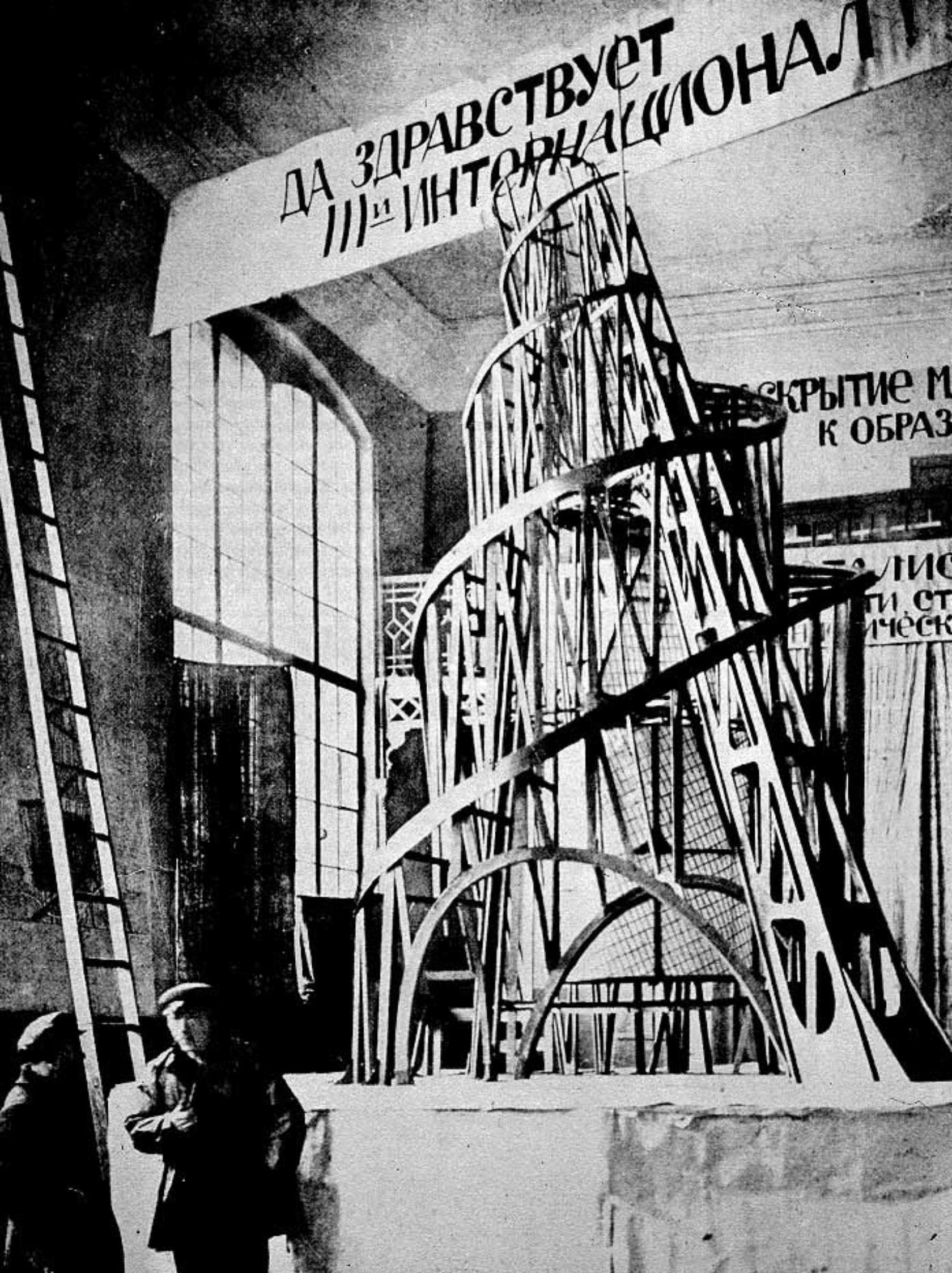
W. Tatlin. 1919–20. Monument für die III. Internationale (Entwurfsmodell)

Einige Künstler wie Wladimir Tatlin, Alexander Rodtschenko, Naum Gabo und Antoine Pewsner wandten sich in den 1910er-Jahren der Erforschung verschiedener Materialien und deren Texturen zu. Bekannte Werke dieser Experimente sind Tatlins Wandreliefs sowie Pewsners Korkreliefs. Diese Künstler begannen mit zweidimensionalen Werken, die in der Folgezeit dreidimensionalen Skulpturen wichen. Im Gegensatz zu Kasimir Malewitsch und El Lissitzky ging es ihnen weniger um die Möglichkeiten einfacher Formen als um die Möglichkeiten verschiedener Materialien. Diese werkstoffbezogenen Experimente wurden zunehmend räumlicher. Zu diesen räumlichen Werken gehören Tatlins Winkelreliefs, Rodtschenkos Raumkonstruktionen, sowie später die Drahtskulpturen der Brüder Stenberg und Karl Iogansons. Dabei wich das Material immer mehr der konstruktiven Erforschung des Raumes. Höhepunkt dieser Phase ist Tatlins Monument für die III. Internationale von 1919–20. Die gesamte Konstruktion hatte eine Neigung von 3,6°, dem Winkel der Erdachse. Mit seiner aufstrebenden Form sollte es die Kraft und Dynamik der Revolution verkörpern. Im Inneren sollten sich drei Glaskörper befinden. Im untersten Bereich ein Würfel, der sich einmal im Jahr um sich selbst drehte, darüber eine Pyramide, die sich einmal im Monat dreht, und ein Zylinder, der sich einmal am Tag um sich selbst dreht. Die Glaskörper sollten als Verwaltungsräume genutzt werden. Auf die Kritik von Naum Gabo „Either build functional houses and bridges or create pure art or both [separately]. Don’t confuse one with the other.“, wandten sich einige Konstruktivisten, (organisiert in der „Ersten Arbeitsgruppe der Konstruktivisten“) wie Alexei Gan, Alexander Rodtschenko, Warwara Stepanowa und Wladimir Tatlin dem Industriedesign zu. Tatlin selbst war nicht Mitglied der Konstruktivisten und darf nicht ohne weiteres zu ihnen gezählt werden, er gehörte jedoch zum engen Kreis und zu ihren Vordenkern.
Rodtschenko schuf in dieser Zeit vor 1920 einige architektonische Studien, teilweise bei der Schiwskulptarch (Kommission zur Ausarbeitung von Fragen der Synthese von Bildhauerei und Architektur), verschiedene abstrakte Skulpturen und einige Entwürfe für einen Kiosk. Anders als bei Malewitschs zeitgleichen Architektonen ging es ihm nicht so sehr um die geometrische Ordnung der Formen im unendlichen Raum, sondern um die Durchdringung von Innen- und Außenraum. Jedoch ging Rodtschenko, wie Tatlin und Malewitsch auch, nicht von der konkreten Bauaufgabe, sondern vom kompositionellen Entwurf aus und von diesem zu mehr oder weniger konkreten Gebäuden über.
Alle bisher besprochenen Werke sind im Zeitraum bis 1920 entstanden.

### Von der konstruktivistischen Kunst zur Architektur
1920 wurde das Moskauer „Institut für künstlerische Kultur“  (INChUK) gegründet. Seine Leitung unterlag Wassily Kandinsky. Schon bei der ersten Tagung im Mai 1920 entstand unter der Leitung von Alexander Rodtschenko eine eigene Arbeitsgruppe „Gruppe der Objektiven Analyse“. Im Gegensatz zu Kandinsky und seinen Anhängern, die eine neue Malerei durch die Wechselwirkung der Künste forderten, wollten Rodtschenko und seine Anhänger die Entstehung einer neuen Kunst, zu der die Malerei nur einen Beitrag leisten sollte. 1921 verließ Kandinsky das INChUK. Schon 1921 spaltete sich das INChUK in zwei weitere Arbeitsgruppen, die „Arbeitsgruppe der Architekten“ (später Rationalisten; Nikolai Ladowski, A. Jefimow, Wladimir Krinski, A. Petrow, Nikolai Dokutschajew), die besonders die Komposition in den Vordergrund stellte, und die „Erste Arbeitsgruppe der Konstruktivisten“ (Alexei Gan, Karl Ioganson, Konstantin Medunetzki, Alexander Rodtschenko, die Brüder Stenberg, Warwara Stepanowa), die die Gestaltung in der Konstruktion sahen. Diese Teilnahme im INChUK schloss für Ladowski direkt an seine Tätigkeit im Schiwskulptarch an. Im April desselben Monats wurde die „Arbeitsgruppe der Objektivisten“ gegründet, der Alexander Wesnin ab Mai 1921 angehörte. Wesnin war später einer der Hauptvertreter des Konstruktivismus.
Ab Herbst 1921 waren die verschiedenen Arbeitsgruppen durch den Einfluss der von außen kommenden Produktivisten (teilweise von der künstlerischen Vereinigung LEF) faktisch aufgelöst. Die Konzentration lag nun mehr auf Plenartagungen. In der Phase entstanden viele Bühnenbilder von späteren Konstruktivisten. 1924 wird mit Studenten der Architekturfakultät der Kunsthochschule „Höhere Künstlerisch-Technische Werkstätten“ (WChUTEMAS) die „Gruppe der Studenten der Architekturfakultät der WChUTEMAS“ im INChUK gegründet. Mitglied ist unter anderem Alexander Wesnin gewesen. Die Gruppe ist aus einer Synthese der frühen, zweiten Konstruktivisten, Objektivisten und Produktivisten entstanden.
Ausgehend von der „Arbeitsgruppe der Architekten“ bildete sich ab Mitte der 1920er-Jahre die Gruppe der Rationalisten. Aus der „Gruppe der Studenten der Architekturfakultät der WChUTEMAS“ geht später die „OSA“ hervor.

### Konstruktivisten an der WChUTEMAS und die OSA
Die verschiedenen Strömungen des INChUK zeichneten sich in der 1920 gegründeten Höheren künstlerisch-technischen Werkstätte, WChUTEMAS, ab. Die WChUTEMAS teilte sich in drei wesentliche Zentren, die akademische Werkstätte unter der Leitung von Alexei Schtschusew; die Vereinigten linken Werkstätten, OBMAS, unter der Leitung von Ladowski; und ab November 1922 die Abteilung „Experimentelle Architektur“ oder „Symbolische Romantik“ unter der Leitung von Konstantin Melnikow und Ilja Golosow, die Mitte der 1920er aufgelöst wurde.
1924 wurde aus einigen Studenten die oben genannte „Gruppe der Studenten der Architekturfakultät der WChUTEMAS“ gegründet. Diese bildete sich vor allem um die Werkstatt Alexander Wesnins. Auch Ilja Golosow schloss sich den Konstruktivisten an. Es ging den Architekten nicht primär um die funktional ungebundene Komposition, sondern um die Lehre anhand konkreter Bauaufgaben.
Ab 1924/1925 blieben zwei große Gruppen, die die sowjetische Architektur der nächsten Jahre prägen sollten: die Konstruktivisten unter Alexander Wesnin und Moissei Ginsburg und die Rationalisten unter Nikolai Ladowski. Nachdem die Rationalisten schon 1924 ihre Gruppe, die ASNOWA gegründet hatten, formierte sich 1925 die OSA, die Gruppe der Konstruktivisten.
Einer der ersten Entwürfe dieses funktional orientierten Konstruktivismus ist der Entwurf des Gebäudes der „Leningradskaja Prawda“ von 1924 der Brüder Wesnin.
Als bedeutende Vertreter der konstruktivistischen Architektur dürfen Alexander Wesnin (z. B. sein mit Wiktor Wesnin entworfenes Gebäude für die Prawda), Moissei Ginsburg (z. B. das Narkomfin-Kommunehaus), Iwan Leonidow, Michail Barschtsch sowie Gregori Barchin angesehen werden. Moissei Ginsburg verfasste auch ein wichtiges theoretisches Werk des Konstruktivismus „Stil und Epoche“ (1924) und war bis 1928 Herausgeber der Zeitschrift der OSA, „SA“ (Sowremenaja architektura, deutsch Zeitgenössische Architektur), sein Nachfolger war Roman Chiger. Er verstand den Konstruktivismus (beziehungsweise seiner Meinung nach gute Architektur) vor allem als schöpferische Entwurfsmethode und sah die Organisation der Lebensprozesse als primäre Aufgabe des Architekten. Architektur geht dabei logisch aus dem Selbstverständnis einer Epoche hervor. Er zog einen Vergleich mit der altägyptischen Kunst, deren Profildarstellung keineswegs Ausdruck eines fehlenden perspektivischen Vermögens, als vielmehr Ausdruck einer gemeinsamen (Formen-)Sprache, die aus den grundsätzlichen Faktoren einer Epoche, wozu auch die technische Möglichkeit gehört, abgeleitet ist. Dies ist der wesentliche Unterschied zum Rationalismus und der stärkste Gegensatz beider Strömungen. Ginsburg forderte ganz klar „that the architect comprehend the laws of statics and mechanics in order to accomplish his objectives empirically, whether in an intuitive or strictly scientific manner. Doing so represents that fundamental constructive sensibility which must, without fail, be basic to the architect and which established a definite method in his work. […] This organizational method also conditions those rhythmic aspects by which architecture is distinguished.“ Die rhythmische Komposition ist Ausdruck der architektonischen Organisation. Architektur ist die Organisation der Lebenswelt des Menschen.

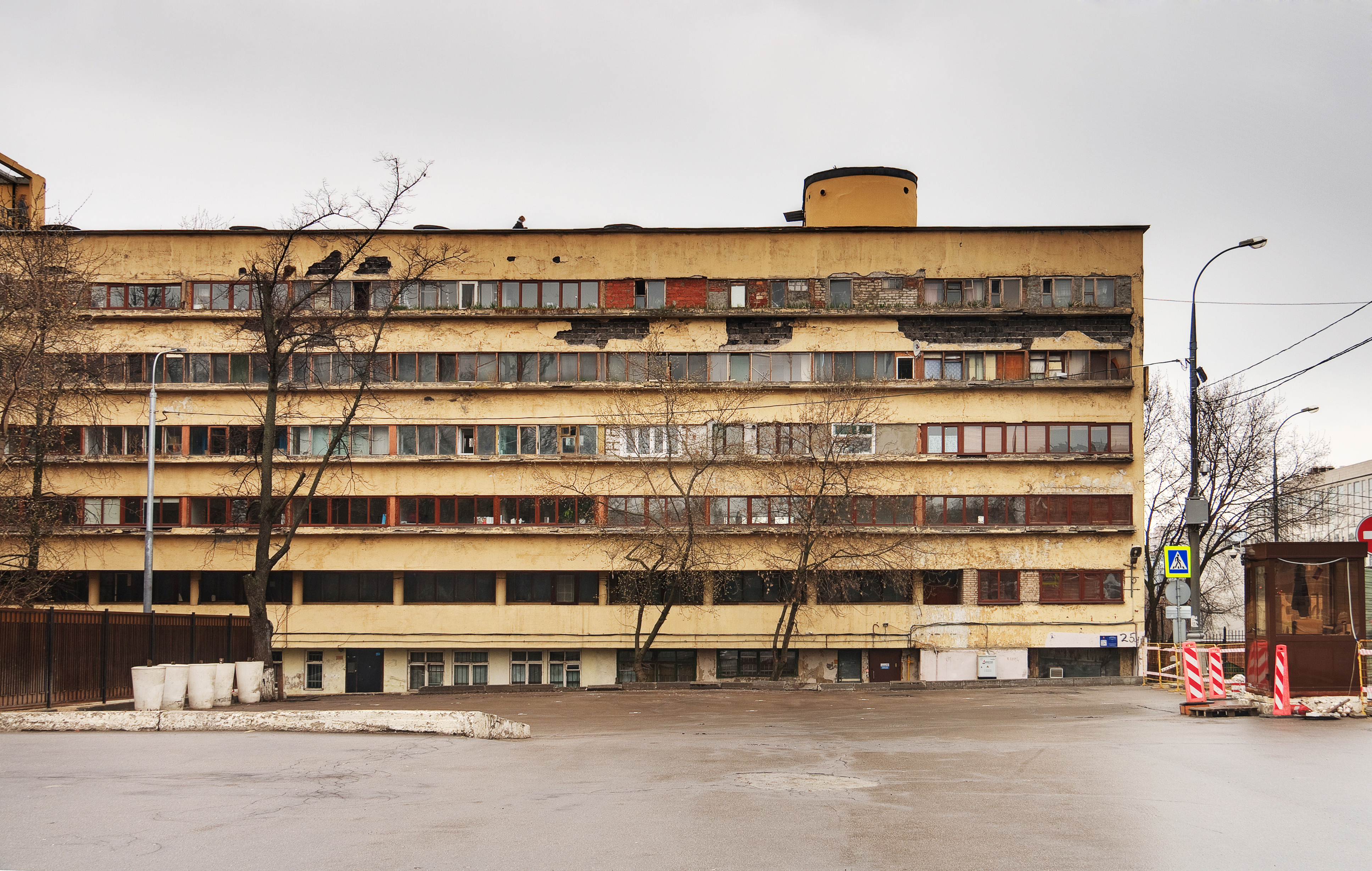
Moissei Ginsburg, Ignatii Milinis. 1928–1930. Narkomfin-Kommunehaus, Moskau

Diese architektonische Auffassung ist im Wesentlichen für die gesamte Gruppe der Konstruktivisten repräsentativ. Dabei kann dies besonders an zwei Projekten gezeigt werden. Ersteres ist einer der ersten bedeutenden Entwürfe der Konstruktivisten, ein Bürogebäude der Leningradskaja Prawda von den Brüdern Wesnin 1924. Das Gebäude blieb unausgeführt, zeigt aber eindeutig Ginsburgs Verständnis nach Organisation der Lebensprozesse. Das Gebäude ist klar funktional gegliedert, verfügt über zwei gläserne Aufzüge, besitzt zwei sehr große Tafeln für Mitteilungen (wobei die technische Umsetzung unklar bleibt), die in einem Winkel zum Lesen für Fußgänger angebracht sind. Die technische Ausstattung ist hierbei für die Zeit enorm. Das Gebäude verfügt über einen riesigen Lautsprecher auf dem Dach, eine Uhr (mit Ziffern, keine Zeiger), sowie die genannten Tafeln, die erwähnten Aufzüge und eine Dachantenne. Diese starke technizistische Ausrichtung ist häufig und typisch für den Konstruktivismus. Ebenso die mangelnde Umsetzbarkeit dieser technischen Ausstattung im frühsowjetischen Russland.
Ebenso bedeutend ist das Narkomfin-Kommunehaus von Moisei Ginsburg. Besonders beachtenswert ist hierbei auch der Entstehungsprozess, der Ginsburgs theoretischem Verständnis vollends entspricht. Ausgehend von russischen Standardplänen für Wohnungen wurde 1926 ein Architekturwettbewerb ausgerufen für eine kleine standardisierte Wohnung. Es blieb jedoch nicht nur bei diesem Wettbewerb, bei dem sich diverse Architekten beteiligten, sondern die Ergebnisse wurden 1928 von einem Team (Strojkom) unter der Leitung Ginsburgs (mit A. Pasternak, W. Wladimirow, M. Barschtsch und G. Sum-Schik) analysiert und daraus die Wohnung „Typ F“ entworfen. Diese Wohnung wurde von Ginsburg im Narkomfin-Kommunehaus eingesetzt, sowie in anderen Wohngebäuden, dabei auch von anderen Architekten. Die Effizienz der verschiedenen Wohnungsentwürfe wurde systematisch berechnet und verbessert.
Auch Iwan Leonidow darf nicht unerwähnt bleiben, kann aber nicht exemplarisch für die Gruppe stehen. Seine Entwürfe sind von einer solchen Eigenständigkeit und herausragenden architektonischen Qualität, dass sie als Höchstleistung der modernen Architektur gesehen werden können. Hervorzuheben ist besonders sein 1927 als seine Diplomarbeit bei Alexander Wesnin an der WChUTEMAS entworfenes Lenin-Institut. Die geschickte Gliederung der Baukörper und die kompositionelle Anordnung der Elemente kann sich mit Entwürfen Le Corbusiers messen.
Auch der Ingenieur Wladimir Schuchow, besonders dessen Werk der 1920er-Jahre wird gerne dem Konstruktivismus zugeordnet. Als Ingenieur lässt er sich jedoch nicht ohne weiteres einer künstlerisch-architektonischen Strömung zuordnen.
Konstantin Melnikow, einer der wichtigsten Architekten der Moderne in der Sowjetunion war niemals Mitglied der OSA, und nur kurz Mitglied der ASNOWA. Sein Werk kann also keiner der beiden Strömungen direkt zugeordnet werden, eher jedoch noch dem Rationalismus.

### Ausländische Architekten in der Sowjetunion
Neben den sowjetischen Architekten waren viele westeuropäische Architekten in den 1920er bis 1930er Jahren in der Sowjetunion tätig. Besonders ist hier Erich Mendelsohn mit der Textilfabrik „Rotes Banner“ zu nennen, sowie die Architekten Ernst May (1930–1933 in der Sowjetunion) und Hannes Meyer (1930–1936 in der Sowjetunion). Beide Architekten schufen diverse städtebauliche Projekte in der Sowjetunion. Hannes Meyer und seine Mitarbeiter in der Sowjetunion werden oft als „rote Bauhausbrigade“ bezeichnet.

### Ende der modernen Architektur in der Sowjetunion
Gegen Ende der 1920er Jahre bis Anfang der 1930er Jahre wenden sich immer mehr, ehemals avantgardistische Architekten dem Klassizismus (als Postkonstruktivismus) zu, viele schon vor dessen offiziellem Beschluss 1932. Die Motive dafür sind in der Architekturgeschichtsschreibung umstritten. Wesentlicher Streitpunkt bleibt, ob die Avantgarde aus eigener Entwicklung verging oder aus politischer Repression. Von letzterer waren zumindest einige Architekten und Künstler betroffen. 1930 wird Iwan Leonidow wegen Sabotage aus der WChUTEMAS ausgeschlossen. Michail Ochitowitsch wird wegen Stalinkritik 1937 erschossen, Alexei Gan wird am 8. September 1942 nach Paragraph 58 ebenfalls wegen Kritik an Stalin erschossen.

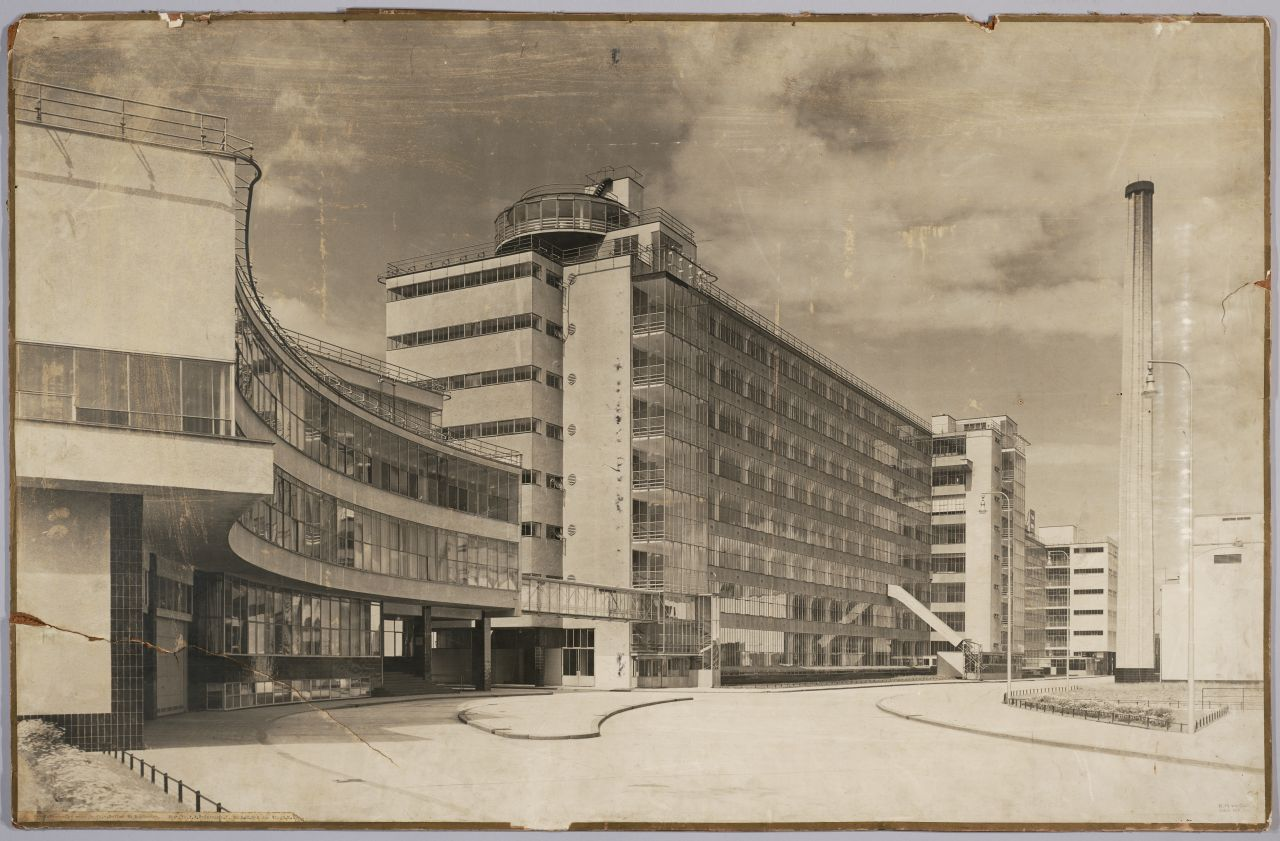
Van der Vlugt mit Brinkman und Stam. 1926–30. Van-Nelle-Fabrik, Rotterdam.

### Internationaler Konstruktivismus
Konstruktivistische Ideen verbreiteten sich Ende der 1920er-Jahre in Westeuropa. Besonders relevant sind hierbei die Architekten Mart Stam, Walter Gropius, Erich Mendelsohn und Le Corbusier; die architektonische Auffassung von Hannes Meyer weist deutliche parallelen zum Konstruktivismus auf. Wichtigste Gruppierung des Internationalen Konstruktivismus war die Gruppe ABC, die die Zeitschrift „ABC – Beiträge zum Bauen“ herausgab. Dabei lösten sich die starken Gegensätze zwischen Konstruktivismus und Rationalismus teilweise auf. So war auch Lissitzky, Mitglied der ASNOWA, bei ABC Mitglied.

## Spätere Rezeption

### Russland
Hinderlich für die Rezeption waren das frühe Ende des Konstruktivismus in der Sowjetunion und die mangelhafte Aufarbeitung im Stalinismus sowie die mangelnde Akzeptanz seit 1990 in Russland selbst. Besonders hervorgetreten in der Sowjetunion ist der Kunst- und Architekturhistoriker Selim Chan-Magamedow, der umfassende Studien zum Konstruktivismus betrieb. Weitere Darstellungen stammen von C. Cooke und A. Kopp. Es fehlt jedoch bis heute eine Akzeptanz und Aufmerksamkeit in der russischen Gesellschaft und Politik, wie sie etwa in Deutschland für das Bauhaus besteht. Besonders durch die Politik besteht eine starke Verachtung jener Phase russischer Architektur, die nicht dem Selbstverständnis der Oligarchie Russlands entspricht. Juri Luschkow, von 1992 bis 2010 Bürgermeister von Moskau, sagte „What a joy that in our city such wonderful, new shopping centers are appearing – not such junk“, während er auf das Narkomfin zeigte.
Die ICOMOS stellte das Narkomfin-Gebäude wiederholt auf die Liste der gefährdeten Kulturgüter und fordert eine Aufnahme der wichtigsten erhaltenen Gebäuden der sowjetischen Avantgarde auf die Liste des Weltkulturerbes, wofür jedoch ein Antrag aus Russland vorliegen müsste. Viele Gebäude sind daher heute von Einsturz oder Abriss bedroht.

### Westeuropa
Ein starkes Interesse an der russischen Avantgarde ist in Europa etwa seit den 1970er Jahren zu verzeichnen.
Der Architekt Mark Wigley sieht stilistische Parallelen der frühen sowjetischen Architektur (vor allem die unverwirklichten, frühen Entwürfe vor der Spaltung in Rationalisten und Konstruktivisten) zum Dekonstruktivismus. In der von ihm 1988 mit Philip Johnson kuratierten Ausstellung Deconstructivist Architecture zeigte er neben dekonstruktivistischen Arbeiten auch jene der frühen sowjetischen Kunst. Der rechts eingebundene Link führt zu einer Abbildung eines der ausgestellten Werke.
Das Museum of Modern Art zeigte 2007 die Ausstellung Lost Vanguard: Soviet Modernist Architecture, 1922–32 Photographs by Richard Pare, die Werke der sowjetischen Avantgarde in der Architektur in zeitgenössischen Fotografien des Fotografen Richard Pare zeigte. Die Ausstellung zeigte sowohl konstruktivistische als auch rationalistische Architektur.

## Auswahl wichtiger realisierter Werke des sowjetischen Konstruktivismus

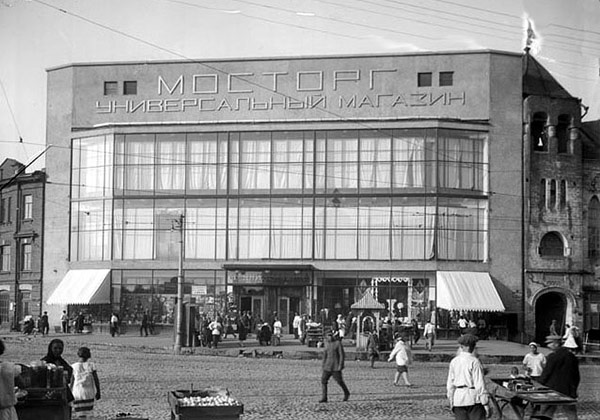
Kaufhaus „Mostorg“, Moskau (1926) von den Brüdern Wesnin
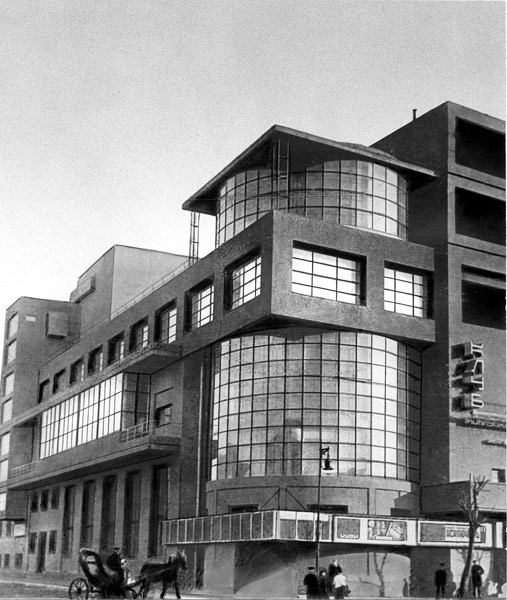
Suew-Arbeiterklub, Moskau (1926–1928) von Ilja Golosow
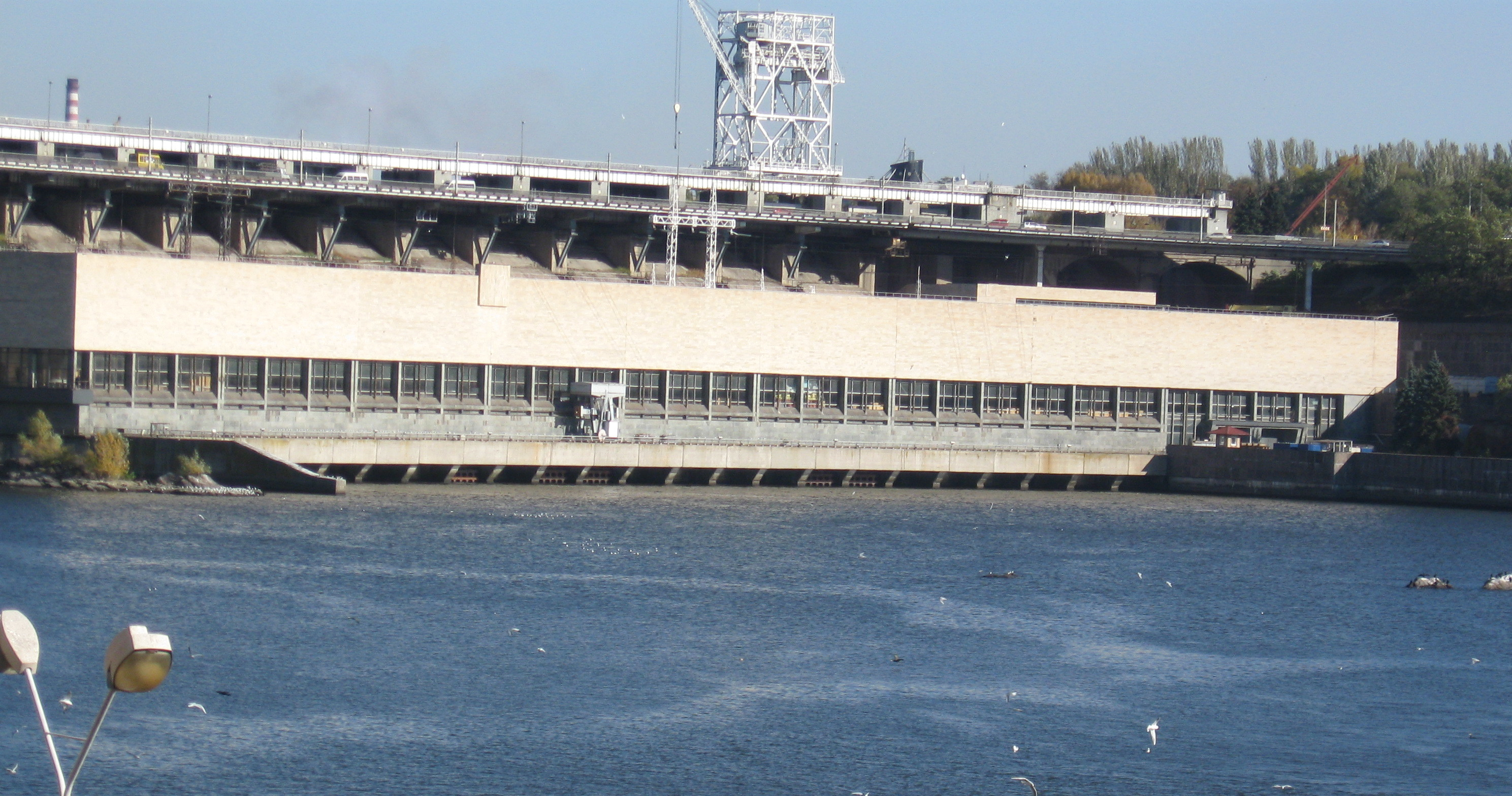
Dnepr-Staudamm (DneproGES) (1927–32) von Wiktor Wesnin und Nikolai Kolli
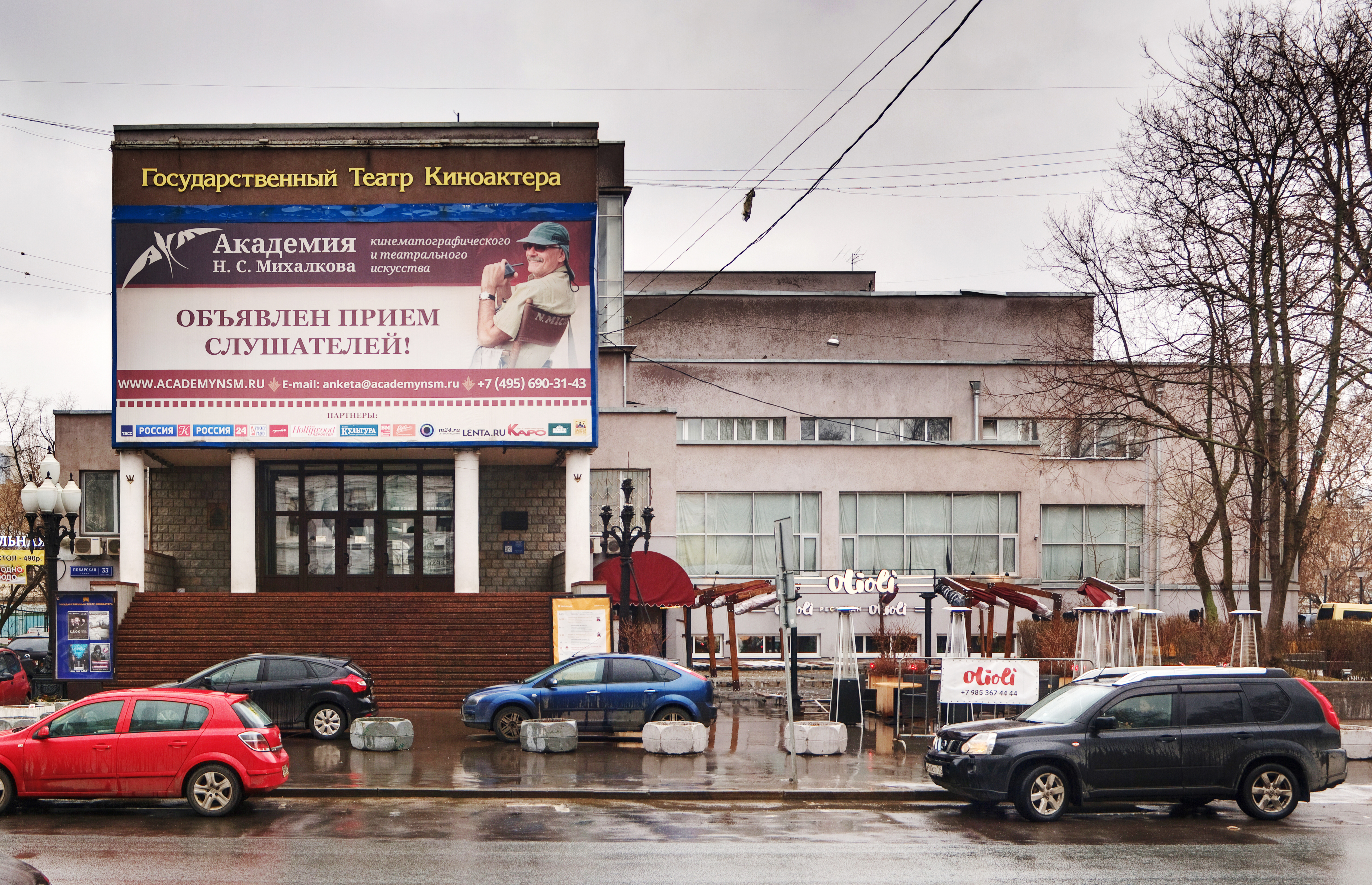
Klub der Gesellschaft ehemals politisch Gefangener und Exilanten, Moskau (1927–34) von Alexander, Wiktor und Leonid Wesnin
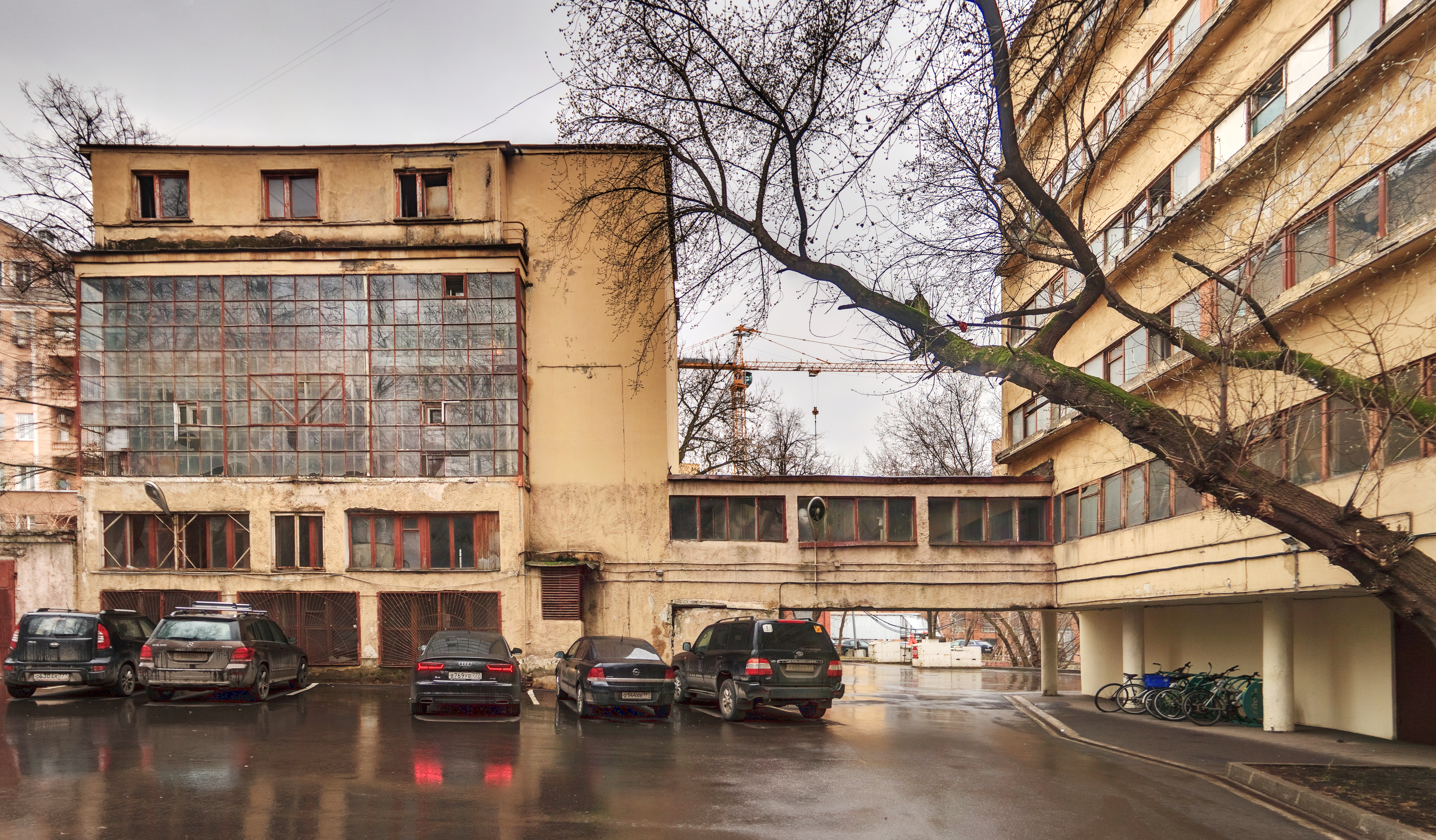
Narkomfin-Kommunehaus (1928–30) von Moissei Ginsburg und Ignatii Milinis
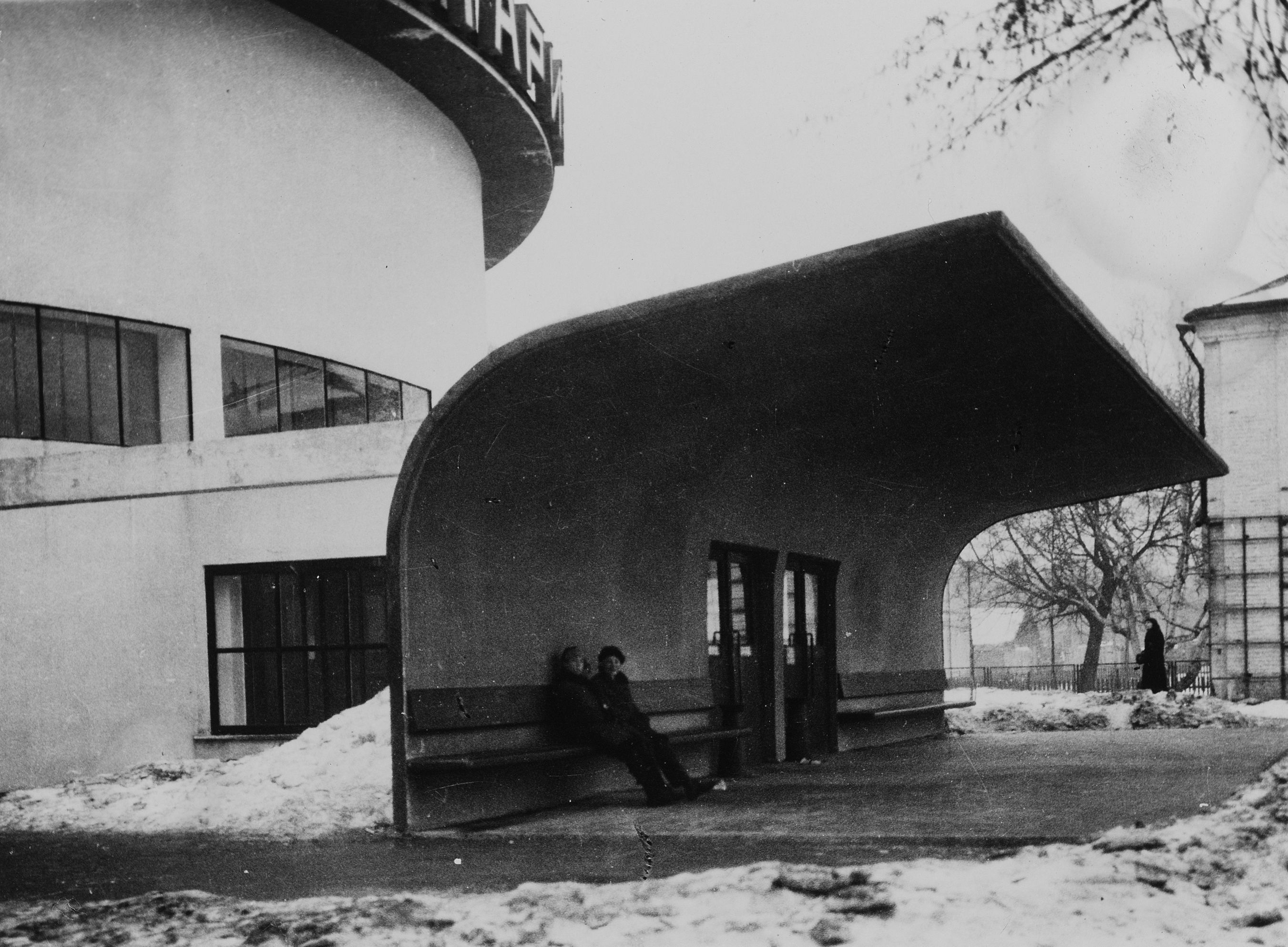
Planetarium in Moskau (1929) von Michail Barschtsch
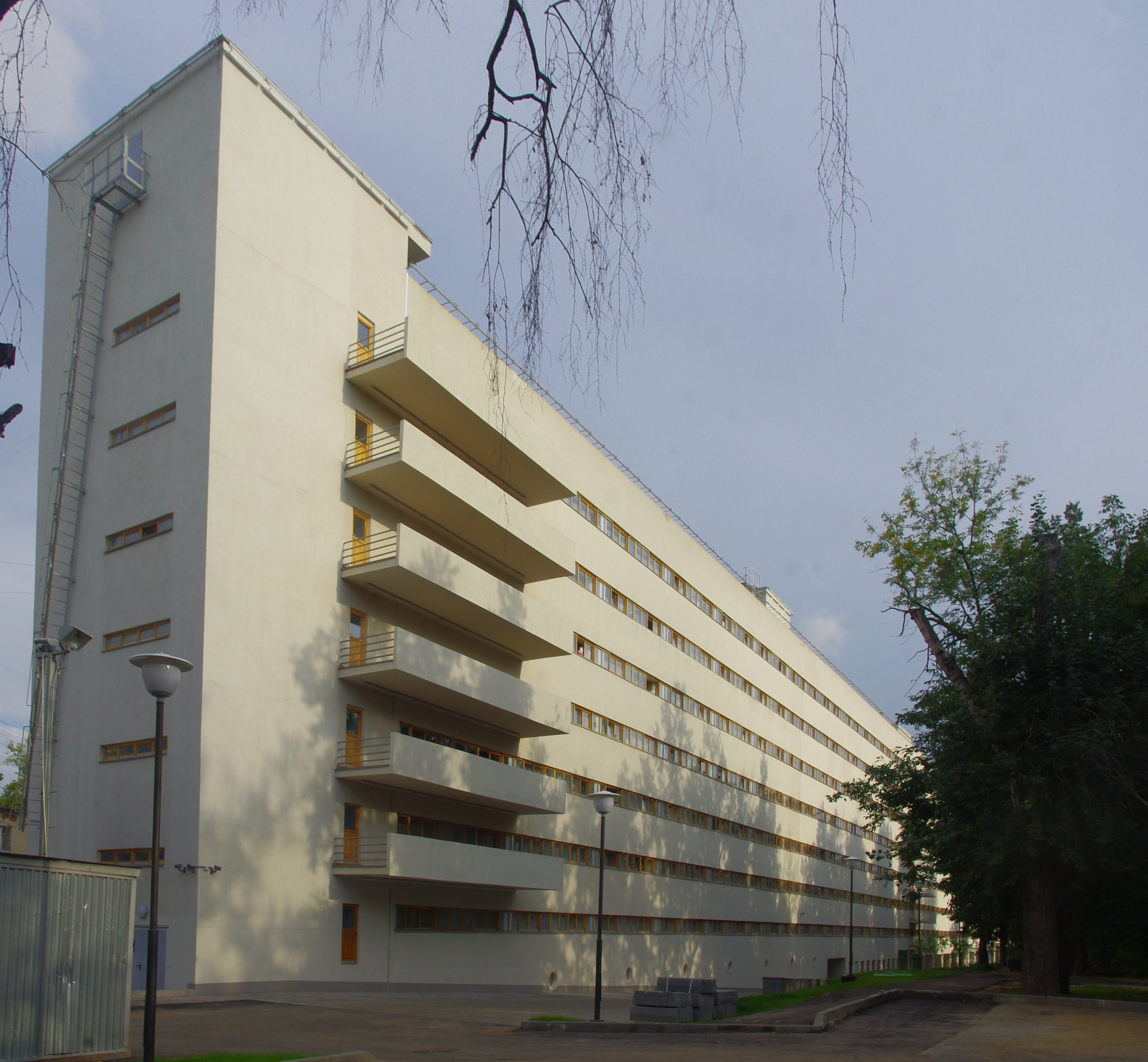
Kommunehaus des Textil-Institutes (1929–31) von Iwan Nikolajew
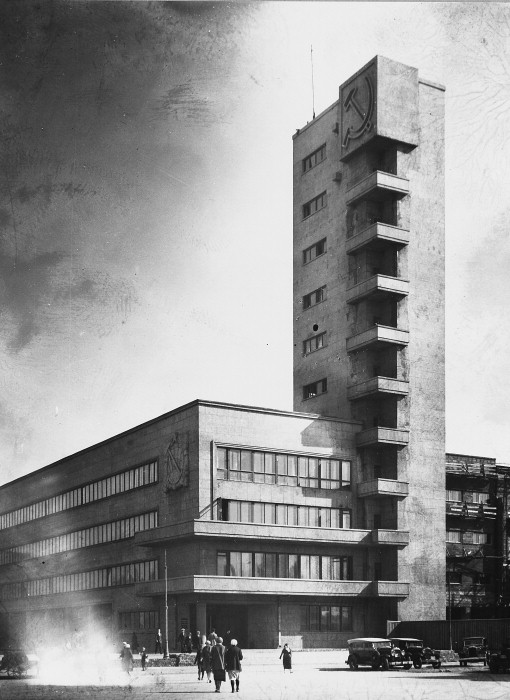
Rathaus von Leningrad (1934) von Noi Trotzki
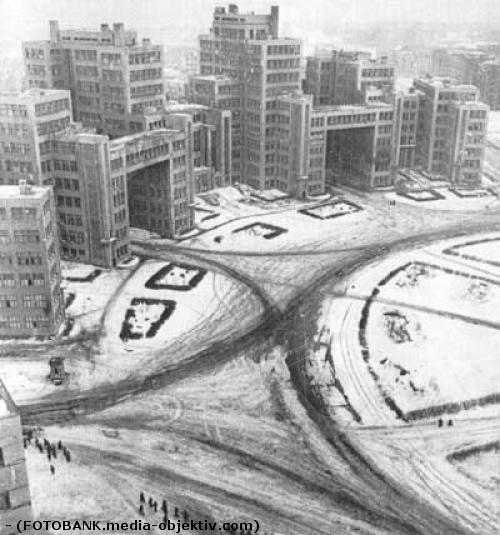
Gosprom-Hochhaus (1925–1928) in Charkiw

## Wichtige theoretische Schriften

### Zeitschriften
- ABC — Beiträge zum Bauen. Basel, 1924–1928.
- Sowremenaja architektura. (russisch Современная архитектура). Moskau 1926–1930. (russisch)

### Monografien
- Moissei Ginsburg: Style and Epoch. The MIT Press, Cambridge 1982, ISBN 0-262-07088-X (wordpress.com [PDF] Erstausgabe:  1924). Volltext online.
- Nikolai Miljutin: Sozgorod. Probleme des Planens sozialistischer Städte. DOM Publishers, Berlin 2008, ISBN 978-3-938666-50-0 (Erstausgabe:  1930).

### Konstruktivismus in Russland
- Kyrill N. Afanasjew: Ideen — Projekte — Bauten. Sowjetische Architektur 1917/32. VEB Verlag der Kunst, Dresden 1973.
- Stephen Bann: The Tradition of Constructivism. The Viking Press, New York 1974.
- John E. Bowlt: Russian Art of the Avantgarde. Theory and Criticism 1902–1934. The Viking Press, New York 1976.
- Selim O. Chan-Magamedow: Pioniere der sowjetischen Architektur. Der Weg zur neuen sowjetischen Architektur in den zwanziger und zu Beginn der dreißiger Jahre. VEB Verlag der Kunst, Dresden 1983.
- Avantgarde I. 1900–1923. Russisch-sowjetische Architektur. DVA, Stuttgart 1991, ISBN 3-421-03018-9.
- Elke Pistorius: Wolkenbügel und Wohnzelle. Wie in der sowjetischen Architektur der Zwanziger Jahre Hochhaus und Pavillon ideologisch besetzt wurden. In: Du. Die Zeitschrift der Kultur. Band 54, 11, Thema: Hochhaus und Pavillon. Die Stadt lebt nicht vom Block allein, 1994, S. 50–53.
- Barbara Kreis: Zwischen „Lebendiger Klassik“, Rationalismus und Konstruktivismus. Die „Höheren Künstlerisch-Technischen Werkstätten“ WChUTEMAS in Moskau 1920–1930. In: Ralph Johannes (Hrsg.): Entwerfen. Architektenausbildung in Europa von Vitruv bis Mitte des 20. Jahrhunderts. Geschichte — Theorie — Praxis. Junius Verlag, Hamburg 2009, ISBN 978-3-88506-441-1, S. 656–682.
- Anke Zalivako: Die Bauten des Russischen Konstruktivismus (Moskau 1919–32). Baumaterial, Baukonstruktion, Erhaltung. Michael Imhof Verlag, Petersberg 2012, ISBN 978-3-86568-716-6. (Besprechung: [8])

### Ausländische Architekten in der Sowjetunion
- Konrad Püschel: Die Tätigkeit der Gruppe Hannes Meyer in der UdSSR in den Jahren 1930 bis 1937. In: Wissenschaftliche Zeitung. Hochschule für Architektur und Bauwesen. Nr. 23.1976, 5–6. Weimar 1976.
- Anatole Kopp: Foreign architects in the Soviet Union during the first two five-year plans. In: William C. Brumfield (Hrsg.): Reshaping Russian Architecture. Western Technology. Utopian Dreams. Cambridge University Press, Cambridge 1990, S. 179 ff.
- Thomas Flierl: Standardstädte. Ernst May in der Sowjetunion 1930–1933. Texte und Dokumente. es 2643. Suhrkamp Verlag, Berlin 2012, ISBN 978-3-518-12643-1.

### Internationaler Konstruktivismus
- Sima Ingberman: ABC. Internationale Konstruktivistische Architektur 1922–1939 (= Bauwelt Fundamente. Band 10). Birkhäuser, Basel 2014, ISBN 978-3-0356-0520-4 (eingeschränkte Vorschau in der Google-Buchsuche – amerikanisches Englisch: International Constructivist Architecture, 1922–1939. Übersetzt von Norma Kessler und Martina Wieser, Erstausgabe: MIT Press, 1994, PDF-Datei, registrierungspflichtig).

## Film
- Away From All Suns! (Alternativtitel: Fort von allen Sonnen!) (Englisch / Russisch mit englischen Untertiteln.) Dokumentarfilm, Deutschland, 2013, 74 Min., Buch und Regie: Isabella Willinger, Musik: Benedikt Schiefer, Produktion: Kloos & Co. Medien, Kinopremiere: 14. Mai 2013 beim Münchner DOK.fest, Filmseite mit Vorschau (2:56 Min.). Drei Moskauer bei ihrem Einsatz für den Erhalt von konstruktivistischen Baudenkmalen.